# 阮文心
阮文心（越南语：／，發音：[ŋwiən˦ˀ˥ van˧˧ təm˧˧]；1895年10月16日—1990年11月23日），也譯作阮文沁，越南政治家，曾担任越南国首相。
阮文心是西宁省人，出生於1895年。他曾在法国殖民的南圻为官，曾任越南国首相（1952年6月25日－1953年12月16日），君主是保大帝。

## 生平

### 早年經歷
阮文心1895年10月16日出生於法屬印度支那西寧省太平村。有說法稱他出生於美湫，原姓“張維”（Trương Duy），而後改姓阮。
1909年，阮文心進入美湫中學（Collège de Mytho，今阮廷炤普通中學）學習，後在西貢夏瑟盧-魯巴中學（今胡志明市黎貴惇普通中學）繼續學業。隨後阮文心前往河內學習了法律，並於1912年至1913年間擔任小學教師。1920年至1926年間在同一部門擔任辦事員。
1927年阮文心成爲法國公民。1927年至1933年間擔任知府，1934年至1936年間擔任督撫使。
在擔任该礼县郡長獲得了成功後，他被任命爲了新安省的省長。在新安省爆發了一場起義，遭到了阮文心殘酷地鎮壓，因而他得到了綽號“老虎”的綽號。人們稱他爲“該禮之虎”（/），也有人稱他爲“新安之虎”（le Tigre de Tân An）。
1945年3月9日日軍在法屬印度支那發動政變，阮文心與家人被日本憲兵隊逮捕並虐待。同年他在陳文饒的命令下，被越盟的青年先鋒組織逮捕，並被砍掉了一根手指，所幸後來被馬敘上校解救，但他的兩個兒子倫和海在美湫遭到越盟逮捕，並於1946年1月2日被處決，他的兩個女兒也遭到了監禁。
1946年，阮文心被任命爲南圻國阮文清內閣的安寧部長。六個月後阮文清自殺，黎文劃成立新內閣，阮文心擔任國防部長。

### 越南國
1949年3月8日，保大與法國政府簽署了《愛麗舍協定》，法國承認了越南是法蘭西聯盟中獨立於法國的存在。同年7月，越南國成立，阮文心擔任公安警察總監督。一年後，阮文心被任命爲內務總長。
1952年6月6日，保大委任阮文心出任首相，建立一個團結各黨派的政府。阮文心試圖通過組織1953年1月的市政選舉賦予越南國民主合法性，但是這次選舉的效果有限。越南的各個民族主義政黨各自爲政，而且他們將阮文心視爲法國人。越南國政府的高層也未能消除教派和組織（如和好教、高臺教、平川派）在政治經濟上的影響力。:84-87阮文心以殘酷的手段追捕真正的或假定的共產主義者們，以至於當時美國領事館認爲越南政府奉行的政策在間接上反而是爲越盟作了宣傳。
1953年，越南獨立主義者在越南國統治階級內的影響力越來越大，保大決定犧牲掉阮文心這位法國公民。:901953年12月17日，阮文心辭職。1954年1月12日，保大任命阮朝宗室、前越南駐巴黎高級專員阮福寶蔍擔任首相。

### 晚年
1955年，吳廷琰操縱公民投票廢黜了國長保大，阮文心面對吳廷琰的敵意和親美政策，選擇流亡法國。
在法國，阮文心過着平靜的生活，他得到了巴黎越南裔社區和法國政府的尊重。
1990年11月23日，阮文心在巴黎逝世，享壽97歲。

## 政治立場

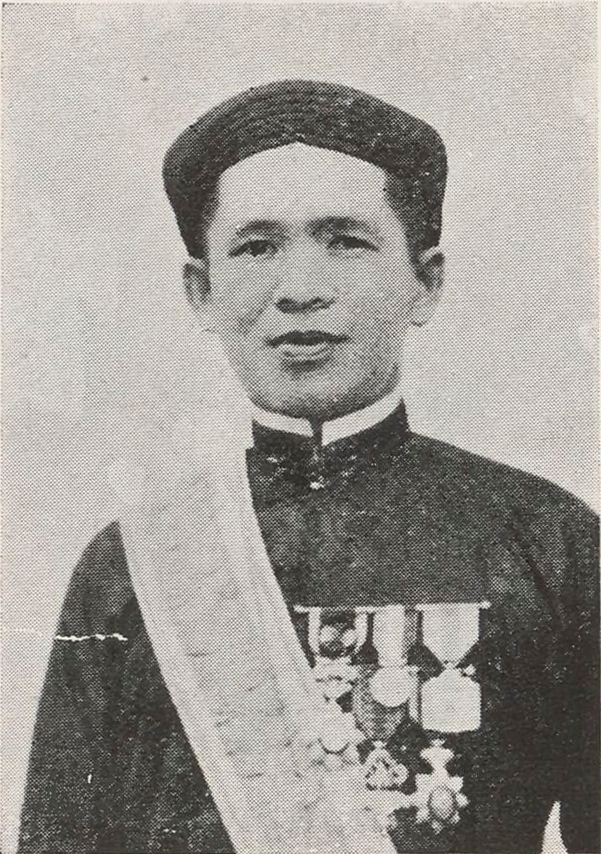
阮文心

阮文心是一個親法和反共的政客。三九政變後，阮文心因爲拒絕與日本人合作，遭到了日本憲兵隊的殘酷虐待，他對日本人說：“你們崇拜友情，不背棄自己的朋友；而我的事業歸功於法國人，你們不能責備我。”
根據音樂家阮永寶的講述，阮文心自己也是一位詩人，所以在他出任該禮郡郡長的第一天，便擺設宴會召集全郡的詩人。令人沒想到的是，他在宴會上根據詩意認定了誰是反法親共分子，並將其逮捕。當建築師黃雄（後來在吳廷琰時代擔任部長）因爲包庇共產黨在內城的公安長羅文斂（La Văn Liếm）而在順化被捕時，阮福宝嶙（即成泰帝）曾親自來找他向他求情，阮文心拒絕了他，並告訴他：“我捍衛保大陛下的皇位（Je défends la Couronne de Sa Majesté Bảo Đại）。”

## 家庭
阮文心的一個兒子阮文馨爲越南國軍中將和法軍空軍中將，曾任越南國軍總參謀長。
阮文心的另外一個兒子保羅·阮文心（Paul Nguyen Van-Tam）曾爲數學老師，他的兒子喬納森·阮文心是英國公共衛生醫生，在2017年至2022年間擔任英國副首席醫療官。

## 外部鏈接
- NGUYỄN VǍN TÂM (1895–1990) （页面存档备份，存于）

| 官衔          | 官衔                                    | 官衔            |
| ------------- | --------------------------------------- | --------------- |
| 前任： 陈文友 | 越南國首相 1952年6月6日－1953年12月17日 | 繼任： 阮福宝蔍 |